# Textrix
Textrix is een geslacht van spinnen uit de  familie van de trechterspinnen (Agelenidae).

## Soorten
- Textrix caudata L. Koch, 1872 – Zwarte staartspin
- Textrix chyzeri de Blauwe, 1980
- Textrix denticulata (Olivier, 1789) – Gewone staartspin
- Textrix intermedia Wunderlich, 2008
- Textrix nigromarginata Strand, 1906
- Textrix pinicola Simon, 1875
- Textrix rubrofoliata Pesarini, 1990